# Osiedle Trzech Róż
Osiedle Trzech Róż (niem. Drei Rosen Siedlung) – osiedle położone na zboczach Lisiego Kamienia i Ptasiej Kopy w Wałbrzychu.
Według pochodzącego z 1929 roku projektu osiedle zajmować miało teren między prowadzącymi do Kolonii Trzech Róż ulicami Różaną i Radomską. Składać miało się z tworzących zespół, różnej wielkości budynków wielorodzinnych, w środku którego znajdować się miało boisko sportowe i plac zabaw. W 1932 roku opracowano plany techniczne, a w 1934 roku przystąpiono do uzbrajania terenu. Na tym etapie zmieniono koncepcję osiedla, dodając do niego zabudowę jednorodzinną. Do 1937 roku powstało sześć domków jednorodzinnych i sześć budynków wielorodzinnych. Na tym etapie prace przerwano. Wznowiono je dopiero w latach siedemdziesiątych, wznosząc przy ul. 11 Listopada zespół budynków wielorodzinnych. 